# Niederhaslach
Niederhaslach (en alsacià Íngerhosle) és un municipi francès, situat a la regió del Gran Est, al departament del Baix Rin. L'any 1999 tenia 1.182 habitants. Limita amb Oberhaslach i Still al nord, Muhlbach-sur-Bruche i Mollkirch al sud, Heiligenberg a l'est i Urmatt a l'oest.
Forma part del cantó de Mutzig, del districte de Molsheim i de la Comunitat de comunes de la Regió de Molsheim-Mutzig.

## Demografia
| 1962  | 1968  | 1975  | 1982  | 1990  | 1999  |
| ----- | ----- | ----- | ----- | ----- | ----- |
| 1.022 | 1.048 | 1.103 | 1.055 | 1.088 | 1.182 |

## Administració
| Període | Identitat      | Partit |
| ------- | -------------- | ------ |
| 2001-   | Prosper Moritz |        |